# 冠果眼子菜
冠果眼子菜（学名：Potamogeton cristatus）为眼子菜科眼子菜屬下的一个种。

## 扩展阅读
- 維基物種上的相關：冠果眼子菜